# Cake (語学アプリ)
Cake（読み: ケーク）は動画配信型の英語及び韓国語の学習サービスを提供するソフトウェアで、パソコンとスマートフォンのアプリケーションを通じて、英語と韓国語を学習することができる。
動画などを通じて自然な文脈でネイティブが使う表現を学習できるのが長所。
毎日無料で学習できる表現がアップデートされ、
あらゆる制約に縛られず、アプリで存分に勉強できる有料プレミアムサービスのCake Plus（ケークプラス）もある。
2023年現在、20ヶ国語でサービスが提供され、全世界のユーザー数は1億人を突破している。 

## 歴史
韓国の大手IT企業、ネイバーの子会社であるSNOWが発売した言語学習アプリで、現在、事業を個別に分社し、独立した法人として運営されている。
- 2018年 3月 ケーク英語学習サービス�を開始
- 2022年 3月 HYBE EDU を買収[1]
- 2022年 9月 ケーク韓国語学習サービス開始

## 使用方法
Cakeアプリを初めて実行すると、ユーザーは言語設定と学びたい言語を選択できる。
言語を設定した後は、さまざまなコンテンツから学びたい特定の表現を選択できる。
学習できる言語
- 英語
- 韓国語

対応言語(選択可能な母国語)
- 英語学習：英語、韓国語、中国語(簡体字)、中国語(繁体字)、ベトナム語、タイ語、トルコ語、スペイン語、日本語、インドネシア語、ロシア語、マレーシア語、アラビア語、ドイツ語、フランス語、イタリア語,ポーランド人、ヒンディーア、スペイン人(南米)、ポルトガル語(ブラジル)
- 韓国語学習：英語、日本語、中国語 (繁体字)、タイ語、ベトナム語

## サービス内容
Cakeアプリは大きくホーム、Path、クラス、スピーク、復習機能で構成されている。
学習を完了すれば「星」を獲得でき、「星」はユーザー間の学習量を比較して競える、リーグで使われる。
ユーザーは「星」を集めて上位リーグに昇格できる。

### ホーム
ホームタブでは、毎日新しい映像と表現がアップデートされる。
- ドラマ、映画、バラエティ、アニメーション、YouTubeなどの動画がアップデートされ、ネイティブが使う表現と共に字幕が表示される。
- 単語をクリックすると意味が確認でき、動画の重要表現は3回繰り返し再生される。
- 再生速度の調整機能、復習機能、発音評価機能、リスニングクイズ、重要表現クイズなどの機能を利用して効率よく学習できる。

### Path（パス）
Pathタブはゲーム方式の学習機能。
- ユーザーはゲームをするように、動画学習、スピーキング練習、クイズ、復習など決められた順序に従ってUnitをクリアしながら英語表現を学習することができる。
- クイズ問題に間違って答えると、ハートが減少し、全てのハートを使い果たしたら、一定時間を待ったり広告視聴を通じて増やすことができる。

### 復習
復習タブでは、間違った問題を復習できる間違えたクイズを復習、保存した単語を集めた単語帳、保存した文章を集めたマイ文章、そしてこれまで試聴した動画やスピーク問題の履歴が確認できる。
- 間違えたクイズを復習機能は単語クイズと文章クイズで構成されており、 学習中に間違った問題を集めて再び学習できる。

- 単語帳とマイ文章では学習中に自分が保存した単語と文章を確認でき、保存した単語と文章をクイズで解きながら学習できる。

### Plus only（プラス・オンリー）
Plus onlyはCakeアプリのプレミアムサービスであるCake Plusの会員だけが利用できる機能で、クラスとスピーク機能で構成されている。

#### クラス
クラスタブでは、ユーザーが難易度とテーマを選択して、より効率よく自分に合った学習ができる機能である。
- 難易度は初心者から中・上級者まで選択できる。
- カテゴリーは面接、旅行、日常表現、ビジネス英語など多岐に渡る。
- 各カテゴリーは複数の章で構成されており、各章は所定の順序で並べられたステップで組まれ、よりスマートな言語学習を可能にする。

#### スピーク
スピークは会話文を通じてスピーキングとリスニングを練習できる機能だ。
- クラスと同様に難易度とカテゴリーを選択できる。
- 各カテゴリーは様々なエピソードで構成されている。
- ネイティブが使う表現を聞いて、声に出して練習するメソッドを用いている。
- AI機能によって、ユーザーは発音評価を受けることも可能。

## Cake Plus（ケークプラス）
Cake PlusはCakeアプリのプレミアムサービス名である。
Cake PlusはCakeアプリ内で購読でき、Cake Plus会員になることで、以下のような特典（メリット）が利用できる。
- 会員限定のPlus onlyタブへアクセス可能
- 広告が一切なし
- ハートを無制限に獲得可能
- コンテンツを無制限視聴可能
- 有料の復習機能を利用可能